# Alexandre Sidorenko
Pour les articles homonymes, voir Sidorenko.
Alexandre Sidorenko, né le 18 février 1988 à Léningrad en URSS, est un joueur de tennis professionnel français.
Il a remporté l'Open d'Australie junior en 2006.

## Carrière
Né à Léningrad (actuelle Saint-Pétersbourg), Alexandre Sidorenko a vécu en Russie jusqu'à l'âge de quatre ans avant d'emménager en France avec son père, ex-entraîneur de l'équipe de Russie de handball masculin championne olympique. Il acquiert la nationalité française le 25 août 2000, par l'effet collectif attaché à la naturalisation de ses parents.
Il est champion de France dans les catégories des minimes, des cadets et des juniors. En 2005, il devient vice-champion d'Europe. En 2006, il remporte l'Open d'Australie junior en simple en battant en finale l'Australien Nick Lindahl (6-3, 7-64) avec un statut de special exempt car il devait participer aux qualifications. Cette performance le classe au 3e rang mondial.
Il a gagné quatre tournois Future en simple et huit en doubles. Son palmarès sur le circuit Challenger fait état de trois titres acquis à Poznań en 2009 et Saint-Brieuc en 2015 en double et au même endroit en simple l'année suivante.
Il a été huitième de finaliste en double à deux reprises à Roland-Garros : en 2006 avec Jérôme Haehnel et en 2010 avec Guillaume Rufin. En simple, il a joué à deux reprises le premier tour sur invitation, mais il n'a jamais dépassé le stade des qualifications dans les autres tournois du Grand Chelem.
Alors lucky loser, il réalise sa meilleure performance à Stuttgart en 2009 où il bat successivement Daniel Muñoz de la Nava (7-63, 1-6, 6-2) et Oscar Hernández, alors no 56 mondial (2-6, 6-4, 6-3), avant d'être éliminé par Victor Hănescu (62-7, 4-6).
Il décide de mettre un terme à sa carrière, en avril 2017, après dix ans sur le circuit.

## Parcours dans les tournois du Grand Chelem

### En simple
| Année | Open d'Australie | Open d'Australie | Internationaux de France | Internationaux de France | Wimbledon | Wimbledon | US Open | US Open |
| ----- | ---------------- | ---------------- | ------------------------ | ------------------------ | --------- | --------- | ------- | ------- |
| 2005  | —                | —                | Q1                       | Tomáš Cakl               | —         | —         | —       | —       |
| 2006  | —                | —                | Q3                       | Ilija Bozoljac           | —         | —         | —       | —       |
| 2007  | Q1               | Wayne Odesnik    | 1er tour (1/64)          | Werner Eschauer          | —         | —         | —       | —       |
| 2008  | —                | —                | Q2                       | Sebastián Decoud         | —         | —         | —       | —       |
| 2009  | Q2               | Evgeny Korolev   | 1er tour (1/64)          | Marat Safin              | —         | —         | —       | —       |
| 2010  | Q2               | R. Bautista-Agut | Q3                       | Olivier Patience         | —         | —         | —       | —       |
|       |                  |                  |                          |                          |           |           |         |         |
| 2016  | —                | —                | Q2                       | Andrey Golubev           | —         | —         | —       | —       |

N.B. : à droite du résultat se trouve le nom de l'ultime adversaire.

### En double
| Année | Open d'Australie | Open d'Australie | Internationaux de France   | Internationaux de France | Wimbledon | Wimbledon | US Open | US Open |
| ----- | ---------------- | ---------------- | -------------------------- | ------------------------ | --------- | --------- | ------- | ------- |
| 2006  | —                | —                | 1/8 de finale J. Haehnel   | A. Martín P. Starace     | —         | —         | —       | —       |
| 2007  | —                | —                | 1er tour (1/32) J. Haehnel | M. Granollers F. López   | —         | —         | —       | —       |
| 2010  | —                | —                | 1/8 de finale G. Rufin     | D. Nestor N. Zimonjić    | —         | —         | —       | —       |
| 2011  | —                | —                | 1er tour (1/32) G. Rufin   | C. Berlocq R. Ramírez    | —         | —         | —       | —       |
| 2016  | —                | —                | 1er tour (1/32) S. Robert  | R. Bopanna Florin Mergea | —         | —         | —       | —       |

N.B. : le nom du ou de la partenaire se trouve sous le résultat ; le nom des ultimes adversaires se trouve à droite.

## Classement ATP en simple
| Année | 2006 | 2007 | 2008 | 2009 | 2010 | 2011 | 2012 | 2013 | 2014 | 2015 | 2016 |
| Rang  | 312  | 352  | 188  | 182  | 283  | 342  | 544  | 848  | 707  | 452  | 260  |